# Monastero di Sant Llorenç del Munt
Il monastero di Sant Llorenç del Munt (Monestir de Sant Llorenç del Munt in catalano, Monasterio de Sant Llorenç del Munt in spagnolo) è un monastero benedettino situato a Matadepera, in Spagna.
Si trova sulla cima di La Mola, la vetta del massiccio roccioso Sant Llorenç del Munt, nel Parco naturale di Sant Llorenç del Munt i l'Obac. La struttura originale del monastero risale all'XI secolo, ma l'attuale basilica è stata costruita sul finire del XIX secolo. Il monastero è stato dichiarato Bien de Interés Cultural nel 1931.

## Storia
Le prime testimonianze indicano che ci fosse una comunità religiosa qui governata da un abate risalgono nel 986. Nel 1014, la parola "monastero" apparve in un documento associato con il conte Ramon Borrell e sua moglie, riguardante uno scambio di territori con l'abbazia di San Llorenç. Vi è menzione nel 1018 di un abate a Sant Llorenç del Munt.
Durante questo periodo di tempo, la zona fu invasa più volte dai Saraceni, ma non vi è alcuna traccia di eventuali attacchi contro edifici in cima a Sant Llorenç del Munt. La costruzione di un edificio romanico pare iniziò nel 1045 e fu consacrata nel 1064 dal vescovo e dai conti di Barcellona. Il suo declino iniziò agli inizi del XII secolo, anche se continuò ad essere abitato da un monaco benedettino fino al 1608. Nel 1637, non c'era alcuna testimonianza di un sacerdote incaricato del monastero, e fu in seguito riconosciuto come abbandonato. Il 30 marzo 1809 le truppe dell'esercito di Napoleone distrussero ciò che restava del monastero, profanando le tombe degli abati.

## Architettura
L'edificio attuale, costruito tra la fine del XIX secolo e la metà del XX secolo, rispetta la struttura originale costruita a metà dell'XI secolo. È un buon esempio di stile romanico catalano religioso, uno dei pochi monasteri esistenti di questo tempo. La struttura della chiesa non ha subito alcun cambiamento che altera il suo disegno originale. Si tratta di una replica esatta, ma a dimensioni dimezzate, del Monastero di Sant Cugat, che ha promosso la costruzione del Sant Llorenç del Munt. La chiesa è a tre navate e ha un campanile alzato con pietre locali. Ha un transetto al centro che tiene la cupola ad archi.

## Galleria d'immagini

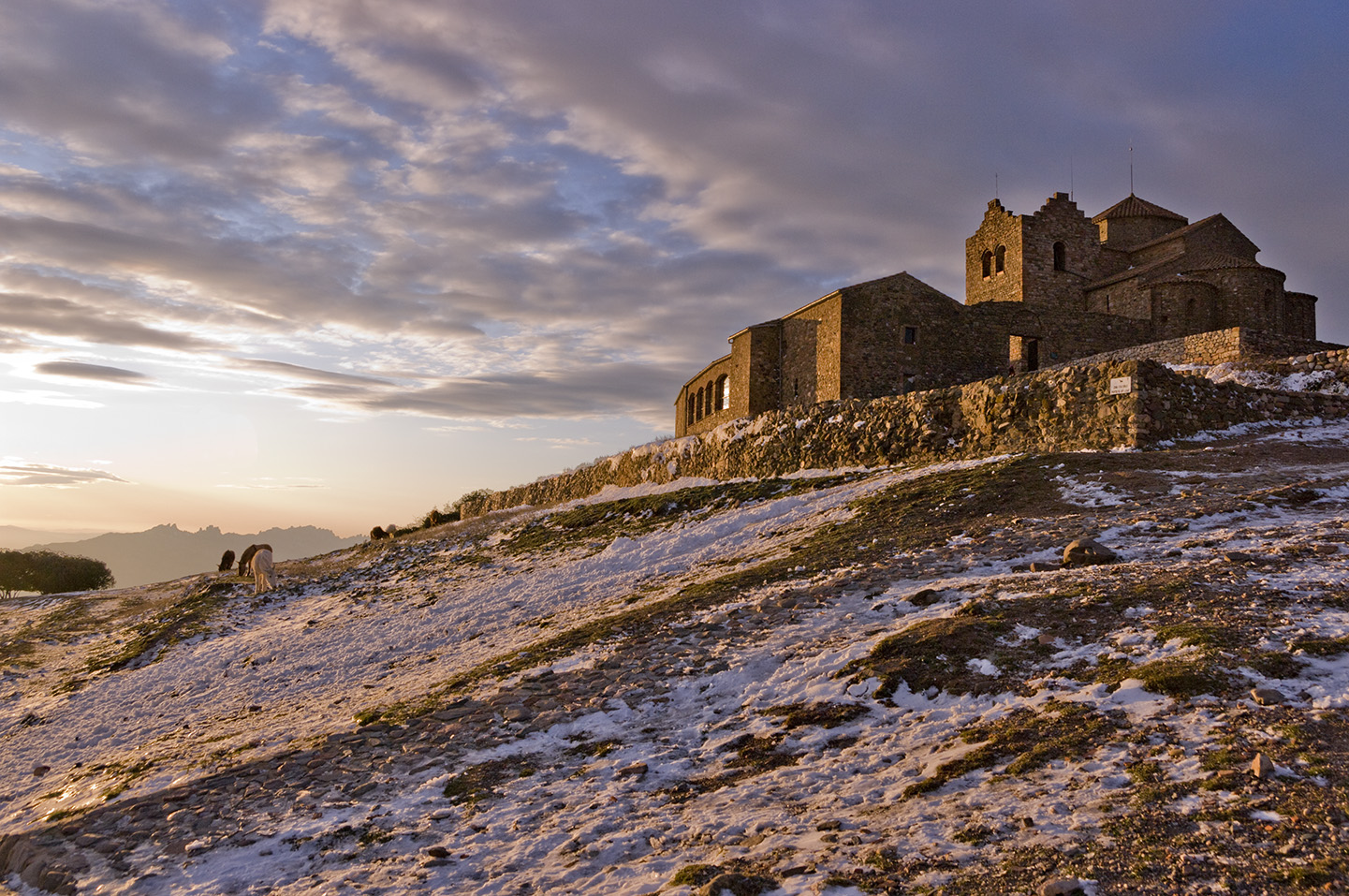
Veduta generale
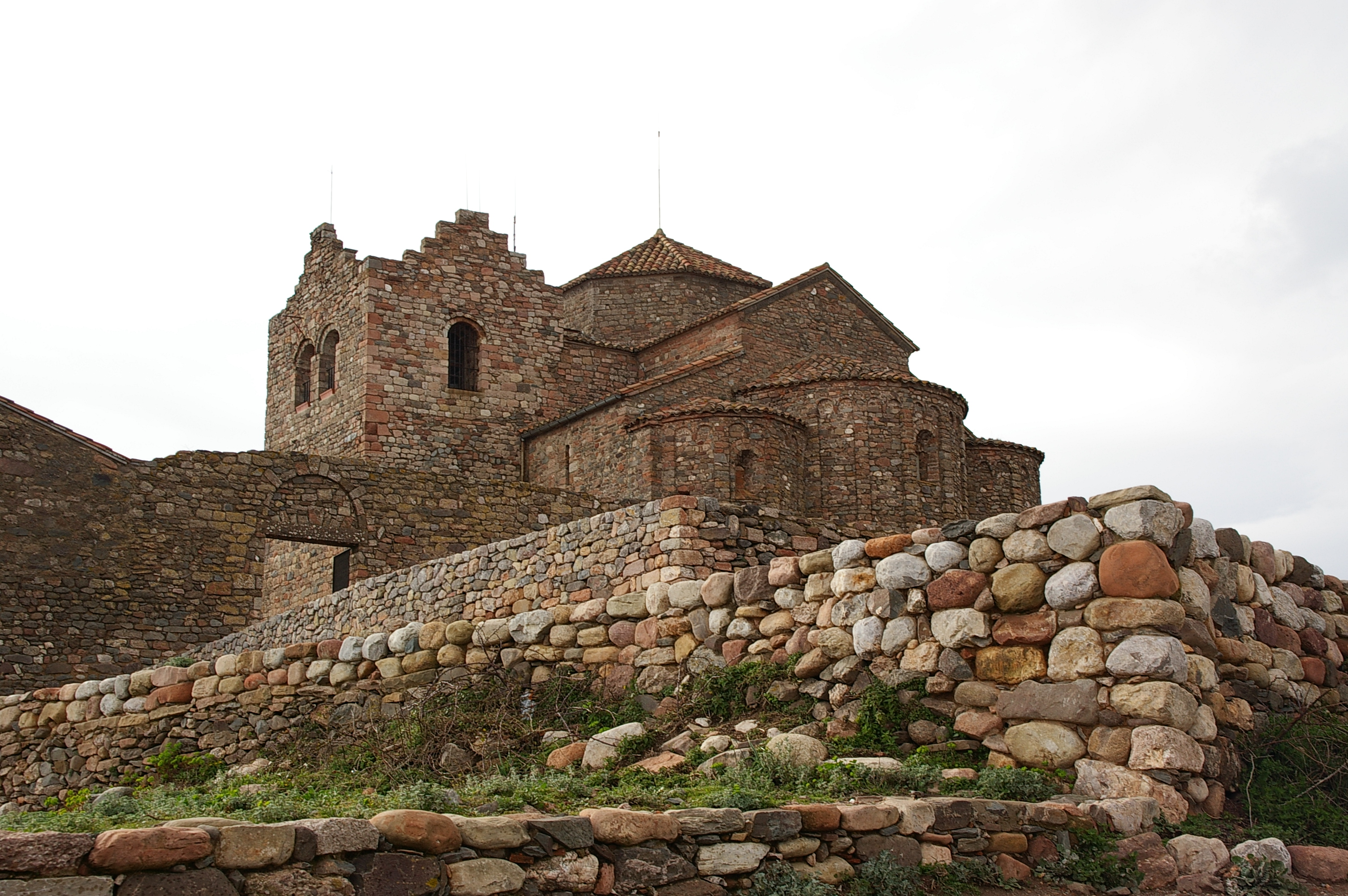
Veduta generale
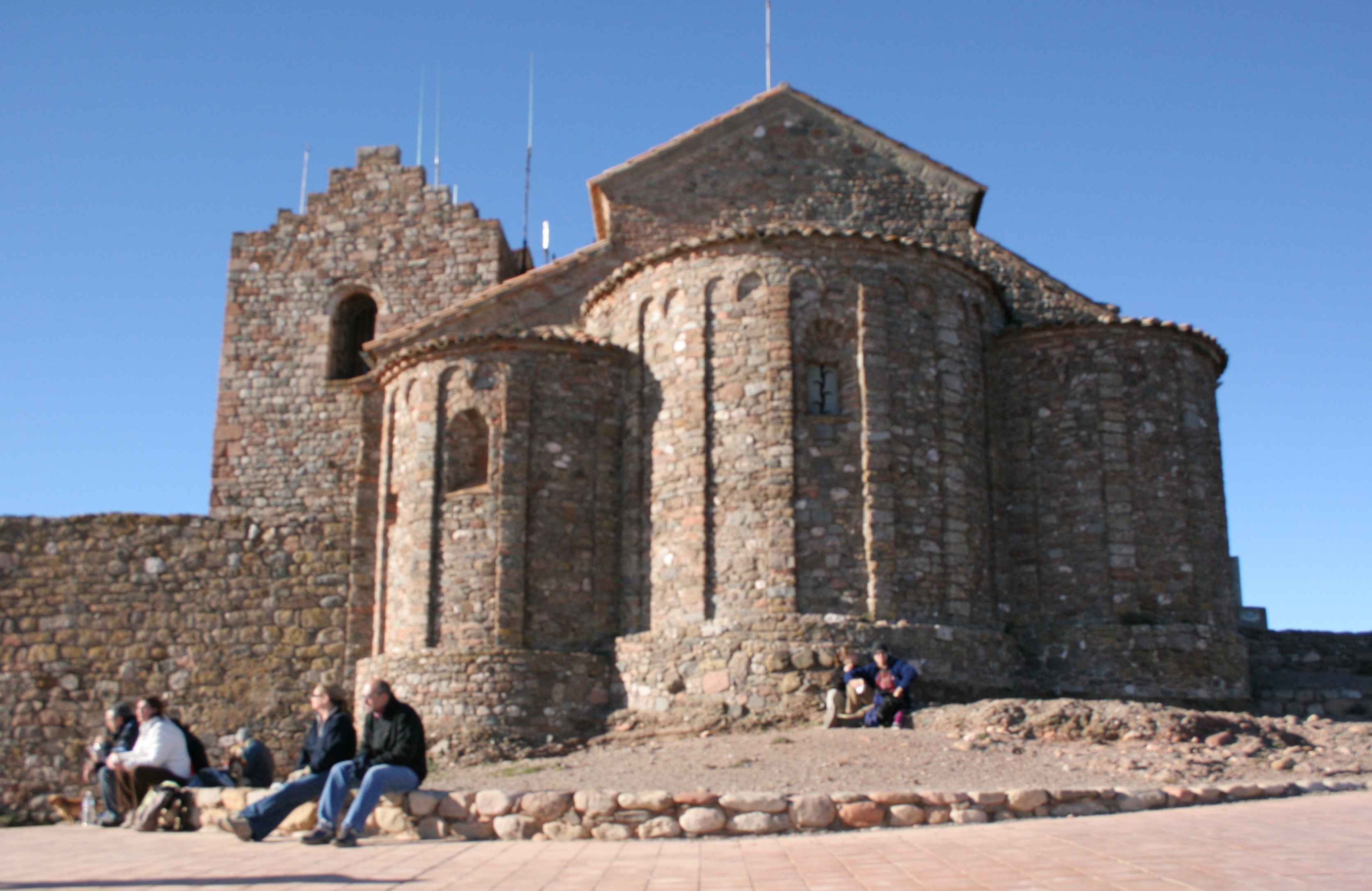
Abside
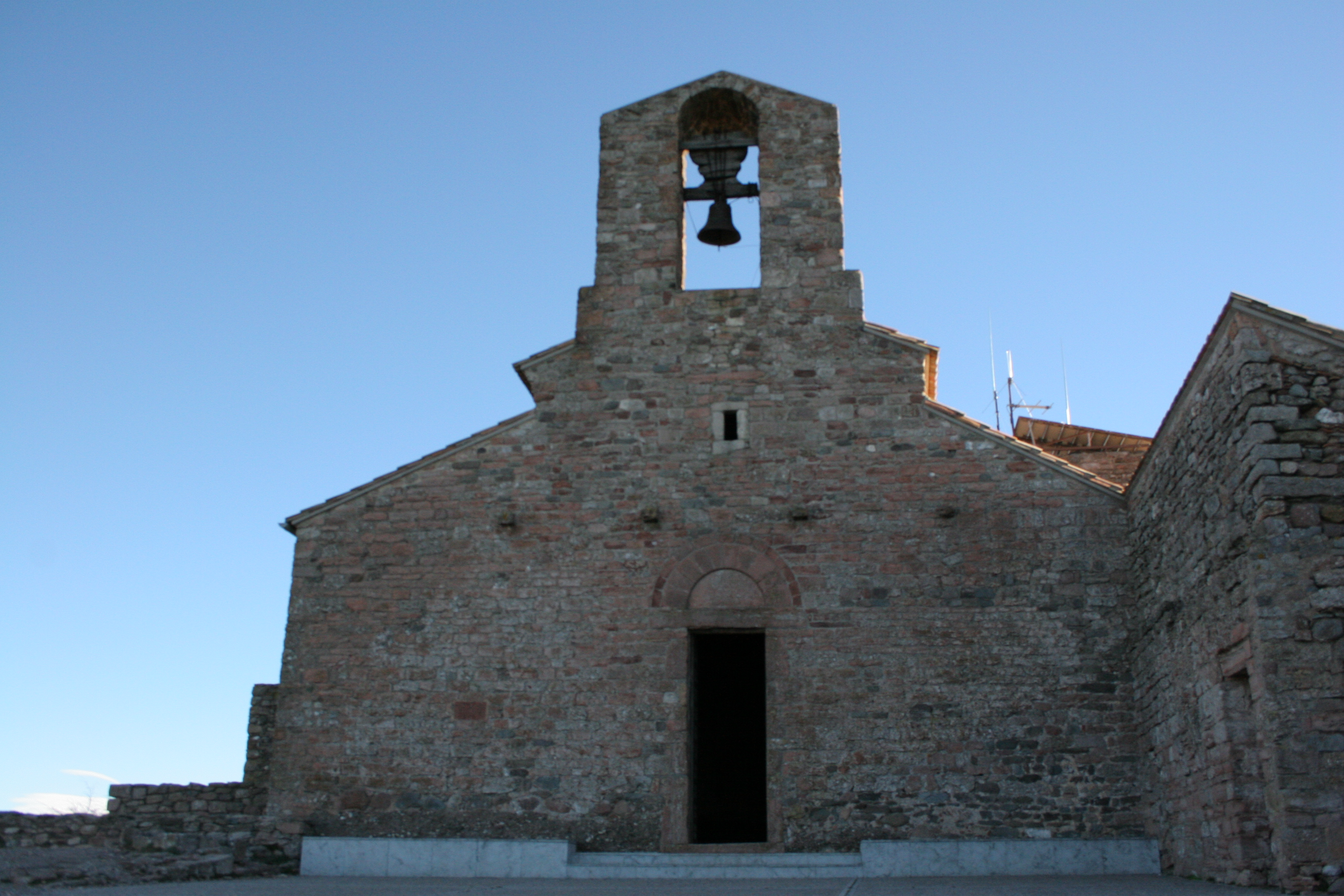
Chiesa
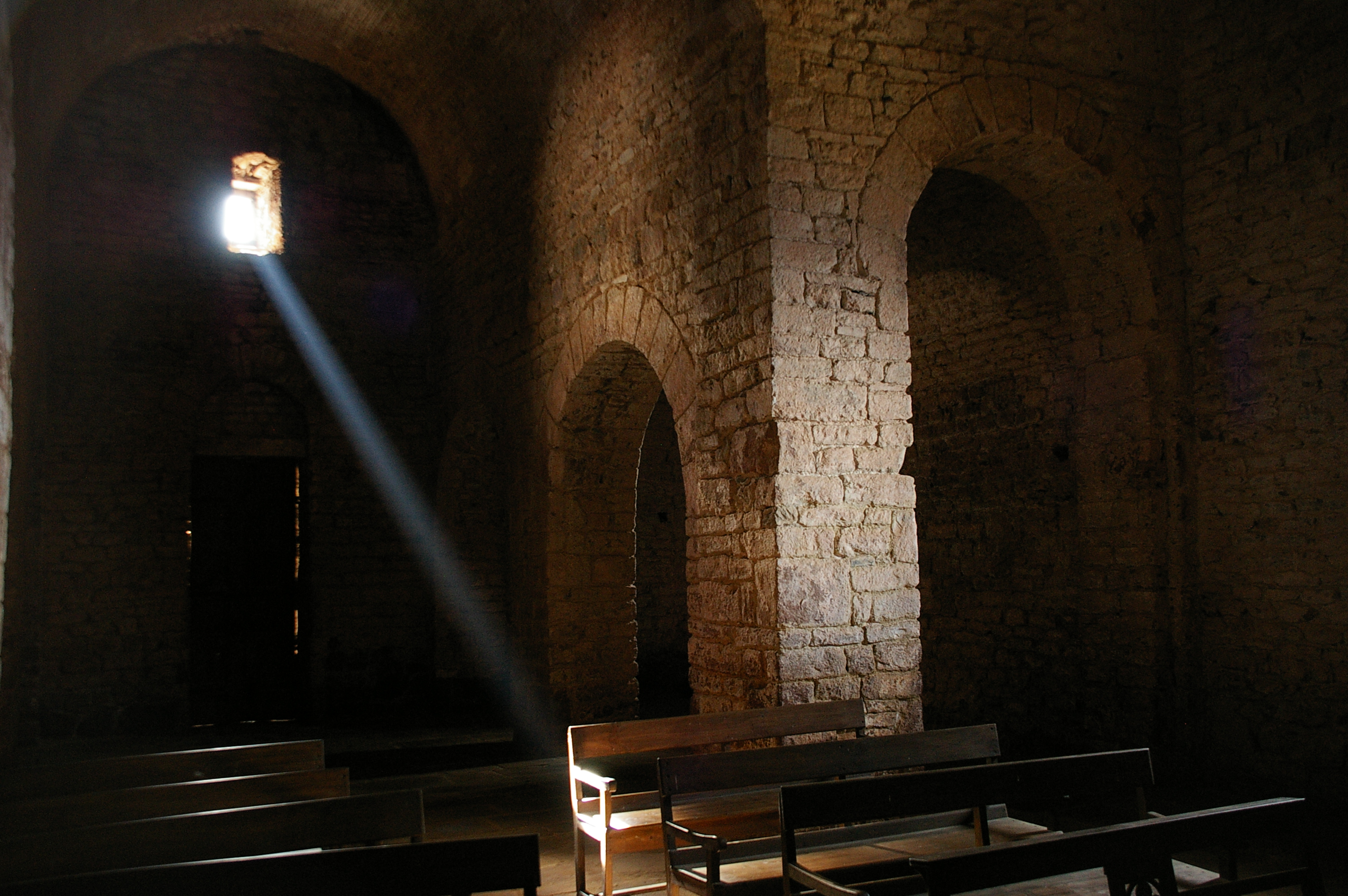
Interno della Chiesa
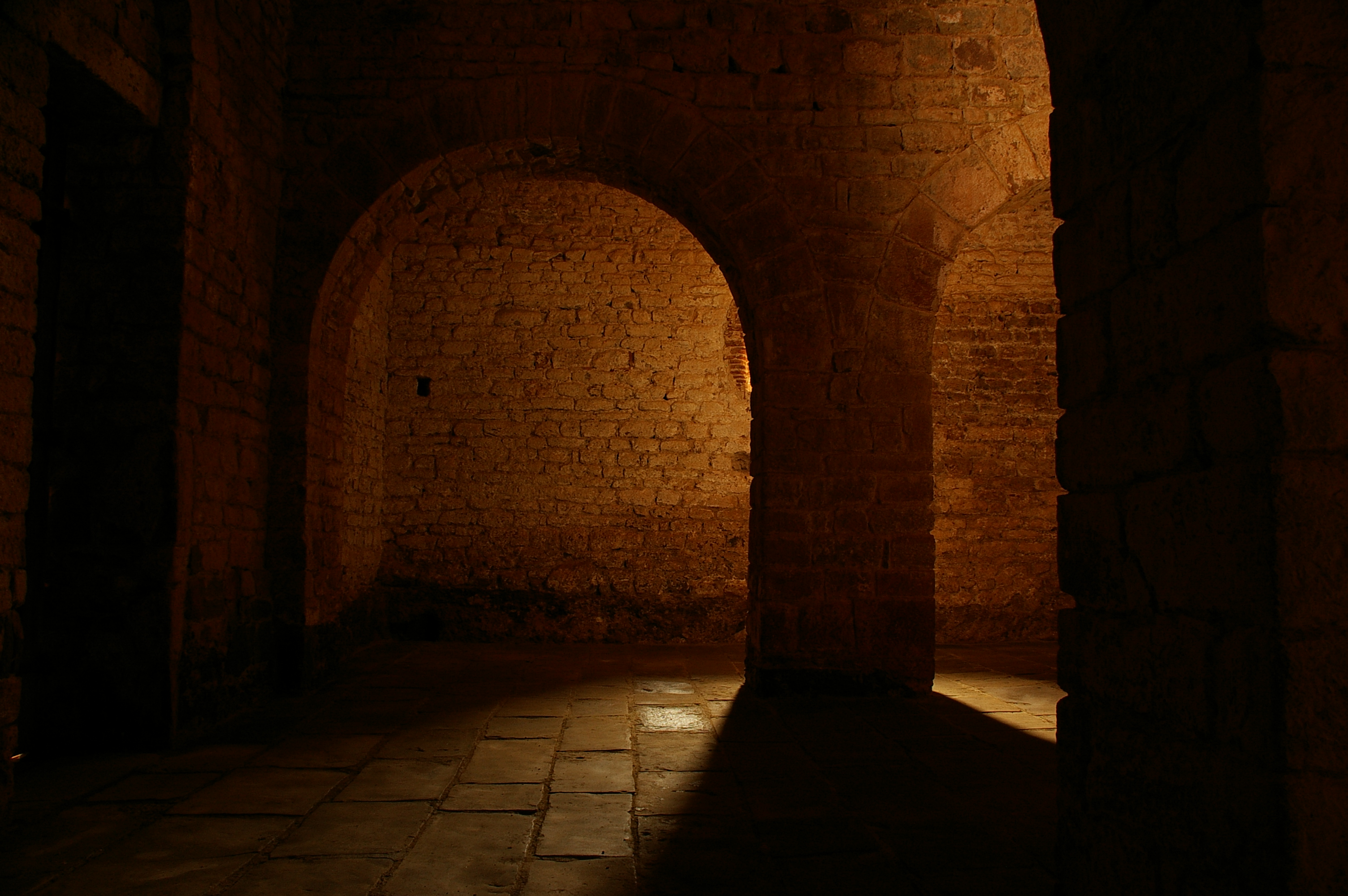
Interno del monastero